# Bruno Gabriel Soares
Bruno Gabriel Soares (Belo Horizonte, Brasil, 21 d'agost de 1988) és un futbolista brasiler que actualment juga de defensa al primer equip del MSV Duisburg.